# Rina De Liguoro

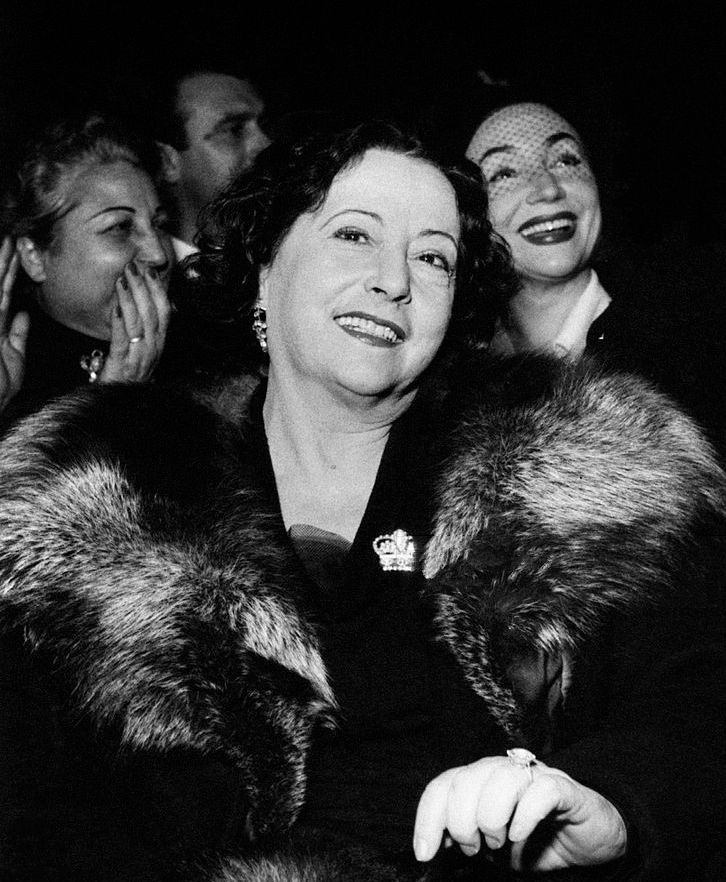
Rina De Liguoro en los años 1950

Rina De Liguoro (24 de julio de 1892 – 15 de abril de 1966) fue una actriz cinematográfica de nacionalidad italiana.

## Biografía
Su verdadero nombre era Elena Caterina Catardi, y nació en Florencia, Italia, siendo sus padres Pasquale, un funcionario sardo originario de Alguer, y Lina Bugnone. Ella comenzó muy joven a estudiar piano, llegando en breve tiempo a ser una popular concertista.
En 1918 se casó con el actor Wladimiro De Liguoro, hijo del director Giuseppe De Liguoro, con el cual tuvo una hija, Regana De Liguoro, nacida al año siguiente. Unos años más tarde, Catardi, impulsada por su marido, emprendió la carrera cinematográfica, asumiendo el nombre artístico de Rina De Liguoro. 
Tras algún pequeño papel de escasa importancia, en 1923 consiguió su primera actuación como protagonista, en el film dramático Messalina. De Liguoro actuó principalmente en películas históricas y épicas, como fue el caso de Quo vadis? (1925), Gli ultimi giorni di Pompei (1926), y Il vetturale del Moncenisio (1927), cinta que la reafirmó como una de las principales divas del cine mudo italiano. 
De Liguoro también trabajó en el extranjero, en Francia, Alemania y Estados Unidos, a donde fue en 1930. En Estados Unidos fue actriz de carácter en la versión española de películas americanas, como fue el caso de Politiquerías (1931), cinta protagonizada por Stan Laurel y Oliver Hardy. Tras esas experiencias en el extranjero, decidió retomar su carrera como pianista, con la que obtuvo un éxito considerable.
En 1939 decidió volver a Italia junto a su marido. Volvió al cine tomando parte, con pequeños papeles o como extra, en siete filmes rodados entre 1942 y 1963, siendo el último de ellos El gatopardo.
Rina De Liguoro falleció en Roma, Italia, en 1966. Fue enterrada en el Cementerio  Campo Verano, en Roma.

## Selección de su filmografía
- Saracinesca, de Gaston Ravel (1921)
- Rabagas, de Gaston Ravel (1922)
- Il trittico, de Mario Bonnard (1923)
- L'ombra, la morte, l'uomo, de Wladimiro De Liguoro (1923)
- Savitri, de Giorgio Mannini (1923)
- Maremma, de Salvatore Aversano (1924)
- Messalina, de Enrico Guazzoni (1924)
- Il focolare spento, de Augusto Genina (1925)
- La via del peccato, de Amleto Palermi (1925)
- Quo vadis?, de Gabriellino D'Annunzio y Georg Jacoby (1925)
- Bufera, de Wladimiro De Liguoro (1926), productora
- Garibaldi, de Aldo Debenedetti (1926)
- Gli ultimi giorni di Pompei, de Carmine Gallone (1926)
- Quello che non muore, de Wladimiro De Liguoro (1926), productora
- Il vetturale del Moncenisio, de Baldassarre Negroni (1927)
- Casanova, de Aleksandr Aleksándrovich Vólkov (1927)
- La bella corsara, de Wladimiro De Liguoro (1928)
- Cagliostro - Liebe und Leben eines großen Abenteurers, de Richard Oswald (1929)
- Mese mariano, de Ubaldo Pittei (1929)
- Assunta Spina, de Roberto Roberti (1930)
- Romance, de Clarence Brown (1930)
- Politiquerías, de James W. Horne (1931)
- Behold My Wife, de Mitchell Leisen (1934)
- Caterina da Siena, de Oreste Palella (1947)
- Ritrovarsi, de Oreste Palella (1947)
- Buffalo Bill a Roma, de Giuseppe Accattino (1949)
- Domani è un altro giorno, de Léonide Moguy (1951)
- Mio figlio Nerone, de Steno (1956)
- El gatopardo, de Luchino Visconti (1963)